# Makoto Nakasaka
Makoto Nakasaka (30 de septiembre de 1982) es un deportista japonés que compitió en remo como timonel. Ganó una medalla de plata en el Campeonato Mundial de Remo de 2005, en la prueba de ocho con timonel ligero.

## Palmarés internacional
| Campeonato Mundial | Campeonato Mundial | Campeonato Mundial | Campeonato Mundial      |
| Año                | Lugar              | Medalla            | Prueba                  |
| ------------------ | ------------------ | ------------------ | ----------------------- |
| 2005               | Kaizu (Japón)      | Medalla de plata   | Ocho con timonel ligero |